# 120-е годы
120-е (сто двадца́тые) го́ды по юлианскому календарю — промежуток времени с 1 января 120 года по 31 декабря 129 года, включающий 120 год 2-го десятилетия   и с 121 по 129 годы    3-го десятилетия II века 1-го тысячелетия.  Они закончились 1896 лет назад.

## Важнейшие события
- 120 год засуха в Европе[1]

Вал Адриана

- 117—138 — правление древнеримского императора Адриана. В 120-е годы Адриан путешествует по империи. В Британии он начал строительство вала Адриана; в Галлии — основал Немаусе амфитеатр на 24 тысяч мест, акведук, римские храмы; в Риме построен Атенеум, восстановлен Пантеон; укращает Афины[2] во Фракии — Адрианополь.
- Расцвет Кушанского царства в правление Канишки[3]
- Китайцы вытесняют хуннов из Западного края (в Средней Азии)[4].

## Мода
- Император Адриан ввёл в Римской империи моду на ношение бороды[5]

## Родились
подробнее Категория:Родившиеся в 120-е годы
- Лукиан Самосатский — древнегреческий писатель[3].
- Апулей — древнеримский писатель и поэт.

## Скончались в 120-е
подробнее Категория:Умершие в 120-е годы
- Плутарх — писатель, историк, жрец Аполлона[6]
- Дион Хрисостом — древнеримский оратор, писатель, философ и историк[3]
- Ювенал — римский поэт-сатирик[4].